# 六鳌所城
23°56′02″N 117°44′58″E / 23.93389°N 117.74944°E
六鳌古城位于中国福建省漳州市漳浦县六鳌镇西侧，地处六鳌半岛南端，六鳌城墙已于2001年被列为福建省文物保护单位。
六鳌古城始建于明洪武二十一年（1388年），江复侯周德兴到福建建设海防，在六鳌半岛设守御千户所，因建在半山腰，四周开阔，如“巨鳌载岳”，故得名“六鳌”。六鳌城墙全用长条石砌筑，呈现不规则三角形，城墙残高5米。全城建有5座水门。戚继光曾率“戚家军”在此驻守。